# Feel the Love
Feel the Love è un singolo del gruppo musicale britannico Rudimental, pubblicato il 12 giugno 2012 come secondo estratto dal primo album in studio Home.
Il brano ha visto la partecipazione del cantante John Newman.

## Video musicale
Il videoclip è stato pubblicato il 12 aprile 2012 e mostra alcune persone intente a passare i loro momenti quotidiani andando in sella a cavallo.

## Tracce
Testi e musiche di Piers Aggett, Amir Amor, Kesi Dryden e John Newman, eccetto dove indicato.
CD promozionale (Regno Unito)
1. Feel the Love (ft. John Newman) (Radio Edit) – 3:39

CD singolo (Regno Unito), download digitale
1. Feel the Love (ft. John Newman) (Original Mix) – 3:39
2. Feel the Love (ft. John Newman) (Fred V & Grafix Remix) – 4:48
3. Feel the Love (ft. John Newman) (Cutline Remix) – 5:22
4. Feel the Love (ft. John Newman) (Scuba Remix) – 7:11
5. Feel the Love (ft. John Newman) (Rudimental VIP) – 6:40

CD singolo (Germania)
1. Feel the Love (ft. John Newman) – 3:39
2. Spoons (ft. MNEK & Syron) – 5:24 (Piers Aggett, Amir Amor, Kesi Dryden, MNEK)

## Formazione
Gruppo
- Amir Amor – cori
- Piers Aggett – cori
- Kesi Dryden – cori
- Leon Rolle – cori

Altri musicisti
- John Newman – voce
- Mike Spencer – programmazione
- Mark Crown – tromba
- Pete Lamont – trombone
- Bob Peachey – sassofono

Produzione
- Rudimental – produzione, registrazione
- Mike Spencer – produzione e missaggio aggiuntivi
- Quintin Christian – ingegneria del suono
- Ben Humphreys – assistenza ingegneria

## Classifiche
| Classifica (2012)                      | Posizione massima |
| -------------------------------------- | ----------------- |
| Australia                              | 3                 |
| Austria                                | 14                |
| Belgio (Fiandre)                       | 52                |
| Belgio (Vallonia)                      | 52                |
| Danimarca                              | 26                |
| Germania                               | 59                |
| Nuova Zelanda                          | 4                 |
| Paesi Bassi                            | 2                 |
| Regno Unito                            | 1                 |
| Regno Unito (dance)                    | 1                 |
| Regno Unito (download)                 | 1                 |
| Scozia                                 | 1                 |
| Classifica (2013)                      | Posizione massima |
| Stati Uniti (dance/electronic)         | 31                |
| Stati Uniti (dance/electronic digital) | 49                |